# Helmut Schrey
Helmut Schrey (* 6. Januar 1920 in Odenkirchen; † 2. Juli 2012) war ein deutscher Anglistikprofessor.

## Leben
Er nahm als Spionageabwehrfunker am Zweiten Weltkrieg teil und studierte danach Anglistik, Germanistik, Philosophie sowie Theologie und promovierte 1953 in Köln über Die englische Erziehungsreform des Jahres 1944. Danach war er bis 1965 Lehrer und Schulfunkredakteur, wurde Professor an der Pädagogischen Hochschule Siegerland und war von 1972 bis 1975 Gründungsrektor der Gesamthochschule Duisburg, der späteren Universität Duisburg-Essen. Er veröffentlichte literaturwissenschaftliche und didaktische Fachbücher; seine belletristischen Texte ließ er großteils erst nach seiner Emeritierung 1987 erscheinen. Seine Nonsens-Verse erschienen verstreut unter dem Pseudonym August Brüll.

## Werke (Auswahl)
- 1955: Paul Temple und der Fall Madison (Hörspiel-Übersetzung)
- 1970: Didaktik des zeitgenössischen englischen Romans. Versuch auf der Grenze von Literaturkritik und Fachdidaktik
- 1984: Wer entziffert die Zeichen?, Gedichte
- 1987: General Sawatzki und die Utopie, Roman
- 1994: Abgesang. Lebens- und Wissenschaftsimpressionen eines altgewordenen Anglisten und Spät-Bildungsbürgers, Autobiografie

Festschrift
- Renate Haas (Hrsg.): Literatur im Kontext. Festschrift für Helmut Schrey zum 65. Geburtstag am 6.1.1985 (= Duisburger Studien / Geistes- und Gesellschaftswissenschaften, Bd. 10). Richarz, Sankt Augustin 1985, ISBN 3-88345-612-8.